# Marsal (Tarn)
Marsal (okzitanisch: Marçal) war eine französische Gemeinde mit zuletzt 273 Einwohnern (Stand: 1. Januar 2013) im Département Tarn in der Region Okzitanien (vor 2016: Midi-Pyrénées). Marsal gehörte zum Arrondissement Albi und zum Kanton Le Haut Dadou (bis 2015: Kanton Villefranche-d’Albigeois). Marsal ist ein Ortsteil der Gemeinde Bellegarde-Marsal. 
Die Gemeinde Marsal war am 1. Januar 2016 mit Bellegarde zur neuen Gemeinde Bellegarde-Marsal zusammengeschlossen.

## Lage
Marsal liegt etwa neun Kilometer östlich von Albi am Tarn. 

## Bevölkerungsentwicklung
| Jahr                       | 1962 | 1968 | 1975 | 1982 | 1990 | 1999 | 2006 | 2012 |
| Einwohner                  | 155  | 158  | 172  | 191  | 217  | 225  | 267  | 273  |
| Quellen: Cassini und INSEE |      |      |      |      |      |      |      |      |

## Sehenswürdigkeiten

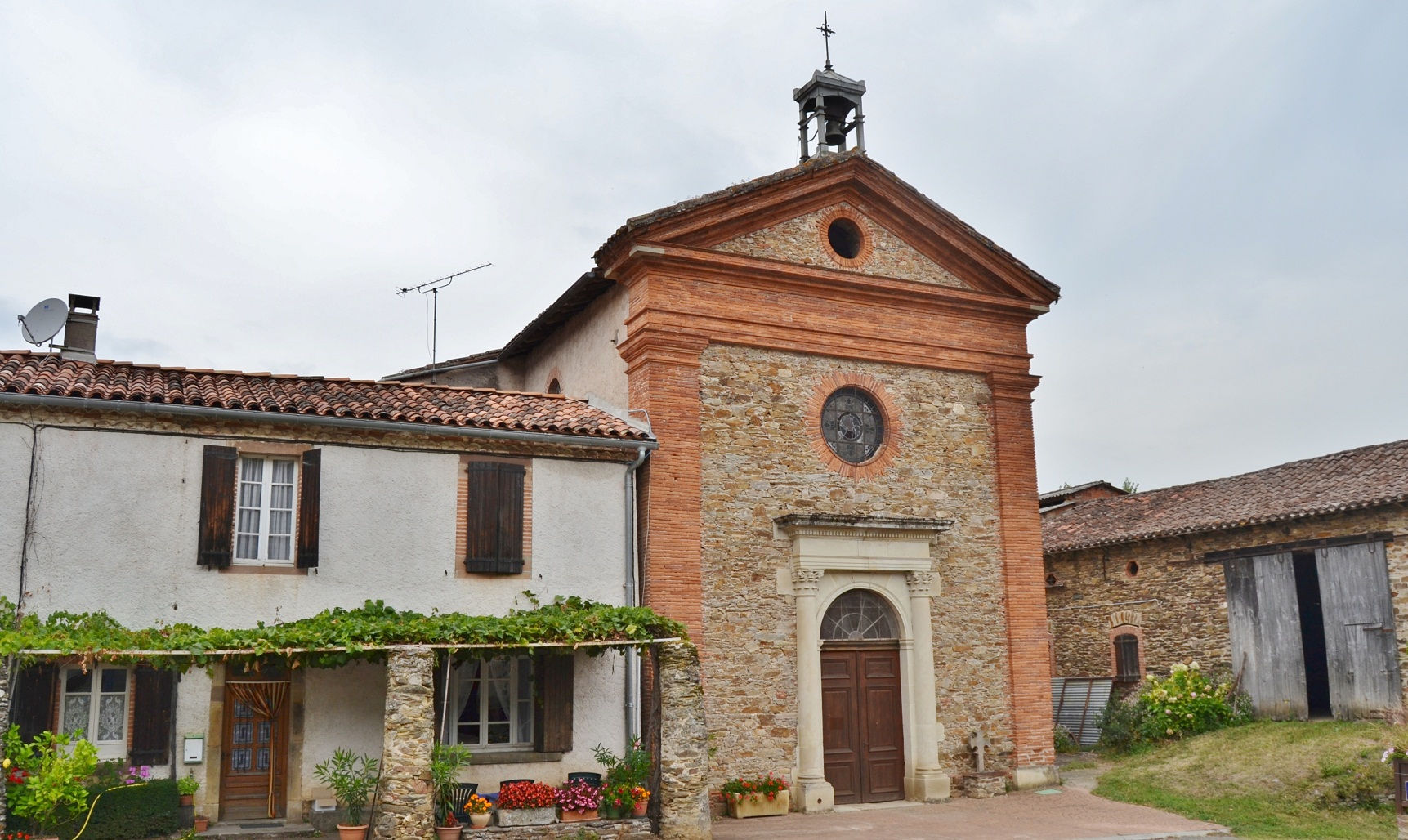
Kirche Saint-Pierre

- Kirche Saint-Pierre